# Cop de lluna
Cop de lluna (títol original: Colpo di luna) és una pel·lícula italiana dirigida per Alberto Simone i estrenada l'any 1995. Ha estat doblada al català.

## Argument
Lorenzo, un astrofísic milanès, acaba d'heretar una casa de camp a Sicília i encarrega la seva restauraració a Salvatore, un fuster una mica introvertit. Salvatore comença el treball amb el seu fill discapacitat i Lorenzo se sorprèn com és de lent el procés, fins que descobreix que Salvatore ha convertit la seva casa de camp en una comunitat terapèutica per a persones amb problemes.

## Repartiment
- Tchéky Karyo: Lorenzo
- Nino Manfredi: Salvatore
- Isabelle Pasco: Luisa
- Jim van der Woude: Agostino
- Johan Leysen: Titto
- Mimmo Mancini: Filippo
- Paolo Sassanelli: Michele

## Premis i nominacions
- 1995: Festival de Berlín: Menció d'honor
- 1994: Premis David di Donatello: Nominada Millor òpera prima